# Bruno De Wever

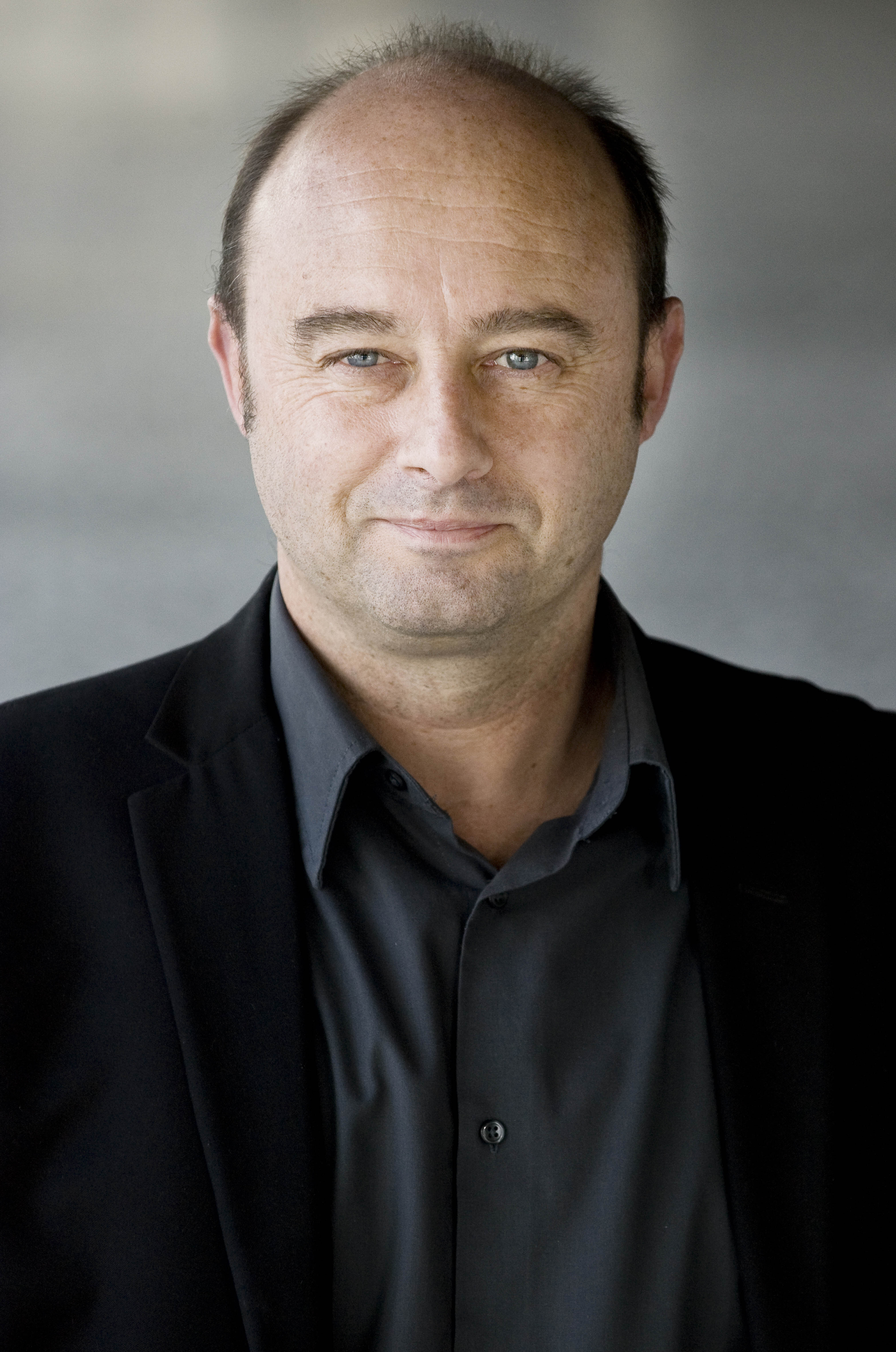
Bruno De Wever (2011).

Bruno De Wever (Mortsel, 1960) is een Belgisch historicus, professor en schrijver van publicaties over de Belgische geschiedenis met een specialisatie in de geschiedenis van de collaboratie in de Tweede Wereldoorlog.

## Biografie
Hij groeide op in een Vlaams-nationalistisch gezin en was in zijn jeugdjaren lid van het Vlaams Nationaal Jeugdverbond (VNJ). In een interview formuleerde hij het als een "anti-Belgisch, extreemrechts, Vlaams-nationalistisch milieu". Onder invloed van zijn studies geschiedenis aan de Universiteit Gent nam hij uitdrukkelijk afstand van het Vlaams-nationalisme van zijn ouders en ging hij na verloop van tijd steeds meer linkse sympathieën koesteren.
In 2009 was hij een van de drie genomineerden voor de Cultuurprijzen Vlaanderen voor het onderdeel cultureel erfgoed. In 2023 kreeg hij van B Plus de prijs voor politieke moed, samen met de Franse gemeenschapsminister Caroline Désir. De Wever werd geprezen voor zijn analyse van de totstandkoming van de Vlaamse canon en het tv-programma Het verhaal van Vlaanderen. "Hij beschouwt het als zijn taak om zich te verzetten tegen identiteiten die van bovenaf worden opgelegd.”
Hij is de oudere broer van de N-VA-politicus Bart De Wever.

## Carrière en functies
- Hoogleraar aan de Universiteit Gent, Onderzoeksgroep Sociale geschiedenis na 1750 – oorlog en gewapend conflict.
- Lid van het Instituut voor Publieksgeschiedenis.
- Lid van het European Cooperation on War Studies.
- Lid van het Wetenschappelijk Comité van het Studiecentrum voor Oorlog en Hedendaagse Maatschappij.[4]
- Lid van de Wetenschapscommissie van het Nederlands Instituut voor Oorlogs-, Holocaust en Genocidestudies.
- Lid van de AV en de RvB van FARO. Vlaams steunpunt voor cultureel erfgoed.[5]
- Lid van Re-bel Rethinking Belgium’s Institutions in the European Context.
- Lid van de wetenschappelijke raad van Nationalist Intermediary Structures in Europe (NISE).
- Lid van de wetenschappelijke raad van het Nationaal Gedenkteken Fort van Breendonk.
- Lid van de wetenschappelijk raad van het Bestuur voor Oorlogsslachtoffers van de FOD Sociale Zaken.

## Publicaties
Hij is co-auteur van ruim 350 wetenschappelijke publicaties en schreef ook:
- Greep naar de macht. Vlaams-nationalisme en Nieuwe orde. Het VNV 1933-1945, 1994 (Lannoo)
- In Nationale Bewegungen in Belgien. Ein historischer Überblick schreef hij het onderdeel "Die Flämische Bewegung. Geschichte und Geschichtsschreibung", 2005 (Waxmann)
- In The Oxford Handbook of Fascism schreef hij het deel "Belgium", 2009 (Oxford University Press)